# Bodathimmanahalli, Gubbi
Bodathimmanahalli là một làng thuộc tehsil Gubbi, huyện Tumkur, bang Karnataka, Ấn Độ.